# Istaspe (tatăl lui Darius I)
Vishtaspa (fl. 550 î.Hr.), cunoscut sub numele grecizat de Hystaspes (Ὑστάσπης) și românizat de Istaspe, a fost un satrap persan al Bactriei și Persidei și tatăl lui Darius I, regele Imperiului Ahemenid, și al lui Artabanus, un sfetnic de încredere al fratelui său (Darius) și, mai târziu, al nepotului său (fiul și succesorul lui Darius, Xerxes I). 
Fiul lui Arsames, Istaspe a fost un membru al dinastiei regale persane a Ahemenizilor. El a fost satrap al Persidei sub domnia regelui Cambyses al II-lea, și, probabil, și sub cea a lui Cirus cel Mare. El l-a însoțit pe Cirus în expediția sa împotriva masageților, dar a fost trimis înapoi în Persida pentru a-l supraveghea pe fiul său cel mare, Darius, pe care Cirus îl suspecta de trădare în urma unui vis.
În afară de Darius, Istaspe a mai avut doi fii, Artabanus și Artanes. Ammianus Marcellinus îl consideră o căpetenie a magilor și relatează o poveste a unei perioade de studii petrecute în India sub îndrumarea brahmanilor. Numele lui apare în inscripțiile de la Persepolis.